# Anisota senatoria
Anisota senatoria är en fjärilsart som beskrevs av John Abbot och Smith 1797. Anisota senatoria ingår i släktet Anisota och familjen påfågelsspinnare. Inga underarter finns listade i Catalogue of Life.

## Bildgalleri

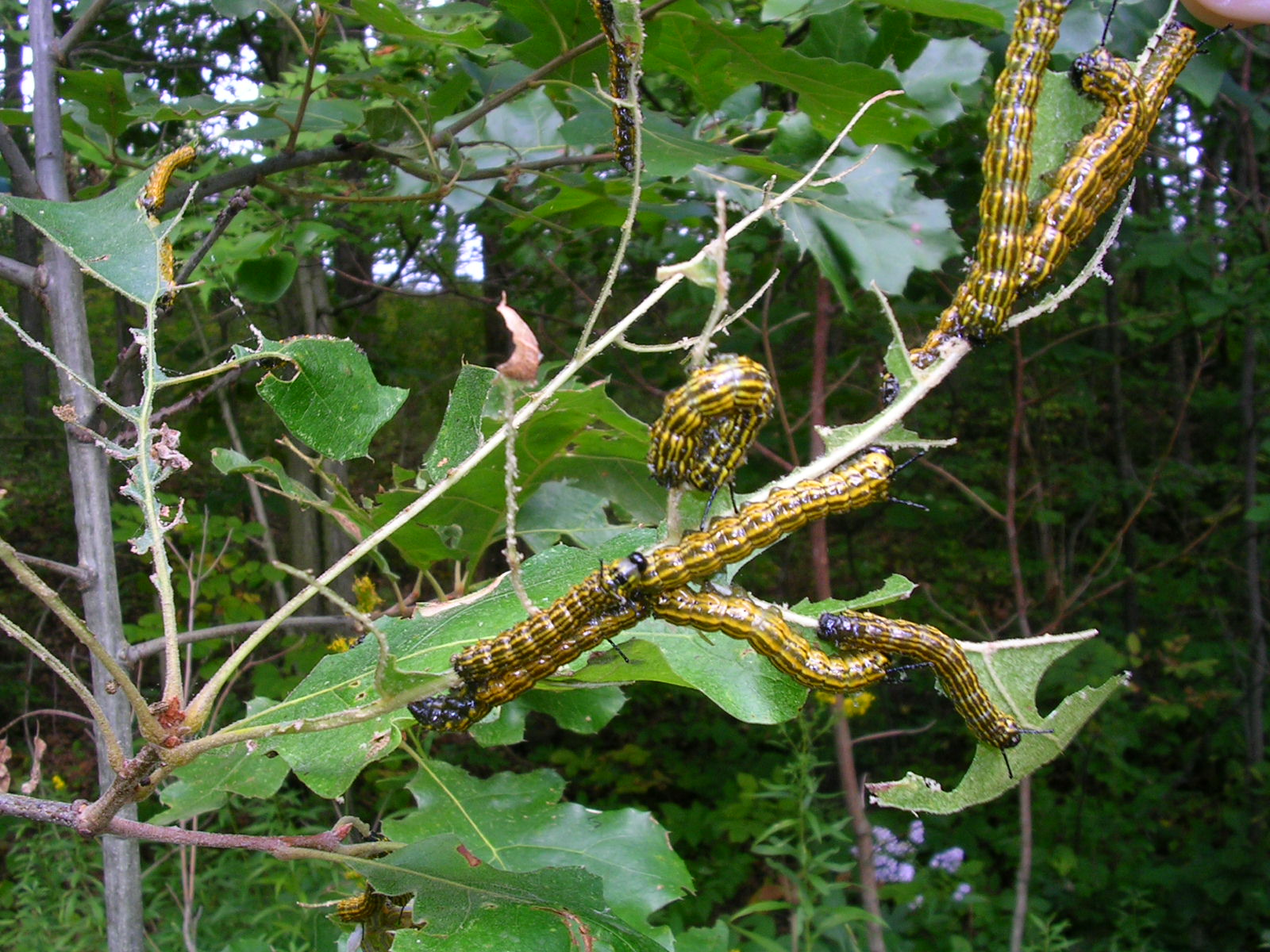